# Blandina di Lione
Blandina (II secolo – Lione, 177) è stata una vergine cristiana e martire, vittima delle persecuzioni dell'imperatore Marco Aurelio.

## Agiografia

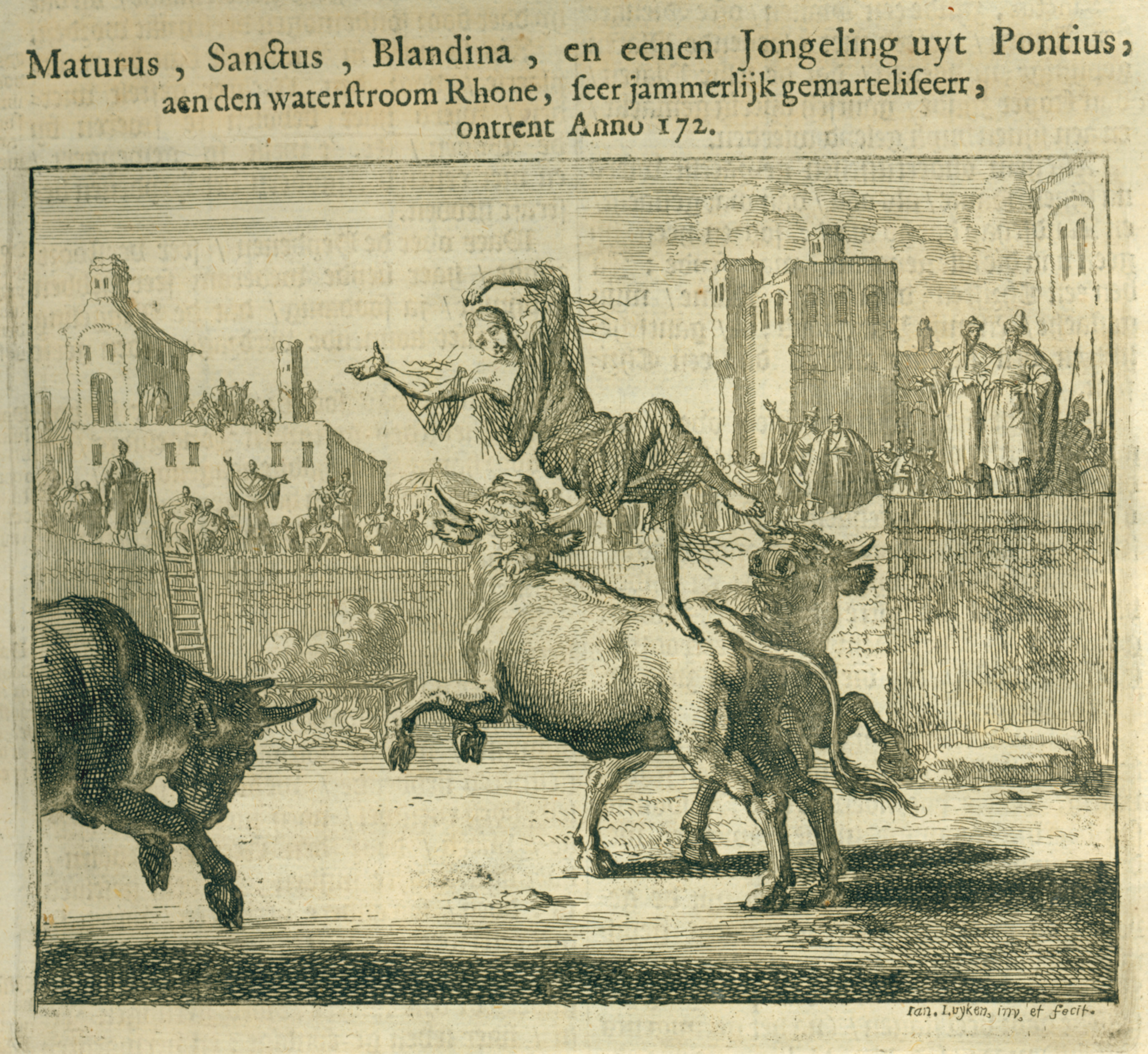
Martirio di santa Blandina, acquaforte di Jan Luyken, tratta dal De Martelaersspiegel.

Blandina fa parte del gruppo dei martiri di Lione che, dopo alcuni di loro avevano subito torture spaventose, subì il martirio nel 177 sotto il regno di Marco Aurelio. In merito alla loro morte abbiamo la relazione inviata dalla Chiesa di Lione alle Chiese d'Asia Minore. La tradizione della storia è riportata da Eusebio nella sua Historia Ecclesiastica, ma gli eventi non sarebbero in sintonia con la politica ufficiale elaborata da Plinio il Giovane e l'imperatore Traiano qualche decennio prima. Il fanatismo del popolo romano a Lione sarebbe stato eccitato contro i cristiani in modo che questi ultimi, quando si avventuravano a manifestarsi pubblicamente, venivano vessati e maltrattati. 
Mentre il legato imperiale era assente, il chiliarca, un comandante militare, e il duumviro, un magistrato civile, gettarono in prigione un certo numero di cristiani che confessavano la loro fede. Quando il legato ritornò, i credenti imprigionati vennero processati. Tra questi cristiani c'era Blandina, una schiava che era stata presa in custodia insieme con il suo padrone, anch'egli cristiano. Ma, anche se il legato la costrinse a essere torturata in modo orribile, in modo che anche i carnefici "non sapevano che cosa di più si potrebbe fare per lei", Blandina rimase fedele e ripeteva a ogni domanda: "Io sono un cristiano, e noi non commettiamo illeciti".
Il legato aveva ricevuto istruzioni da Marco Aurelio per cui i cittadini romani che persistevano nella fede dovevano essere giustiziati per decapitazione, ma quelli senza cittadinanza dovevano essere torturati. Blandina fu quindi sottoposta a nuove torture con un numero di compagni nell'anfiteatro della città (ora conosciuto come l'anfiteatro delle Tre Gallie) al momento dei giochi pubblici. 
Venne legata a un palo ed esposta alle belve, che però, secondo la leggenda, non la toccarono. Dopo aver sopportato questo per un numero di giorni, fu portata nell'arena per vedere le sofferenze dei suoi compagni. Infine fu flagellata, posta su una griglia rovente, racchiusa in una rete e gettata davanti a un toro inferocito che la lanciò in aria con le corna, e infine fu uccisa con un pugnale.

## Culto
Santa Blandina è ricordata dalla Chiesa cattolica il 2 giugno.
(Martirologio Romano)
Santa Blandina è venerata in Acireale (CT) dove il suo culto si è propagato da alcuni anni a questa parte. La solennità ricorre in ottobre. Altro luogo in cui se ne ricorda la memoria è Posta Fibreno in provincia di Frosinone.